# هارون‌آباد
هارون‌آباد یکی از روستاهای استان همدان است که در دهستان سفالگران بخش لالجین شهرستان بهار واقع شده‌است. این روستا طبق سرشماری سال ۱۳۹۵ تعداد ۶۰۵ نفر جمعیت داشته‌است.